# Alavieska
Alavieska este o comună din Finlanda.